# Конти, Марко
Ма́рко Ко́нти (итал. Marco Conti; род. 14 апреля 1969, Римини, Италия) — капитан-регент Сан-Марино с 1 апреля по 1 октября 2010, избран вместе с Глауко Сансовини.
Окончил Промышленно-технический институт в Римини, затем Болонский университет. С октября 1995 по март 2009 года занимал должность директора Управления регистрации транспортных средств в Сан-Марино. С декабря 2002 по январь 2005 года был координатором внутренних дел и гражданской обороны. В марте 2009 года он стал Генеральным директором Управления гражданской авиации и морского судоходства. Он также был президентом спортивного клуба Фаэтано.
В 1992 году он стал членом Христианско-демократической партии Сан-Марино. На выборах в июне 2006 года впервые избран в Большой Генеральный Совет, а в 2008 году переизбран. В парламенте является членом Комитета по внутренним делам.